# Brachypelma sabulosum
Brachypelma sabulosum é uma espécie de aranha pertencente à família Theraphosidae.